# Петровское (Старобельский район)
Петро́вское — село в Старобельском районе Луганской области.
Село было основано в 1964 году. Административно подчиняется Веселовскому сельскому совету. Почтовый индекс: 92734. Телефонный код: +380 6461. Население села составляет 258 человек. Село занимает площадь 1,06 км².
- Магазин
- Почта
- Клуб